# 保德 (大理)
保德（1074年—1075年）是大理国皇帝段思廉的第四個年号，共計2年。
雲南文獻部份無保德年號，部分作段思廉第五個年號。
起訖年，方詩銘、李崇智、段玉明、李家瑞作？－1074年，王雲、黃德榮作1074年－1075年。

## 年號及改元出處
- 倪輅《南詔野史》：「宋仁宗慶曆四年（1044），國人廢素興立之，改元保安，又改保正。……神宗熙寧八年（1075），禪位為僧。」
- 胡蔚《增訂南詔野史》：「宋仁宗甲申慶曆四年（1044）即位，明年（1045），改元保安，又改元正安、正德、保德。……神宗乙卯熙寧八年（1075），思廉禪位為僧，在位三十一年。」
- 王崧《雲南備徵志》：「宋仁宗慶曆.四年（1044）即位，改元保安，又改大安、正安、正德。……宋熙寧七年甲寅（1074），禪位為僧，在位三十一年。」
- 諸葛元聲《滇史》：「段氏十一世思廉，以宋仁宗慶曆四年甲申歲（1044）立，改元保安。……思廉在位久，癸巳（1053），改元正安；壬寅（1062），改正德；甲寅（1075），改保德。……乙卯（1076），思廉在位三十一年，避位為僧。」
- 李京《雲南志略》：「思平五世孫思廉立，改元保安、太安、正安、正德、保德。在位三十年。」
- 楊慎《滇載記》：「思廉以宋慶曆四年（1044）立。……思廉立三十一年，改元四，曰保安、政安、政德。」
- 馮蘇《滇考》：「思廉在位久，改元保安、正安、正德、保德。……在位三十一年，避為僧。」
- 《白古通記淺述》：「更立思平之孫思廉，在位三十一年。思廉，宋仁宗甲申慶曆四年（1044）即位，明年（1045）改元保安，又改元正安、正德、保德。……丁酉五月，禪位為僧。」

## 紀年對照表
| 保德 | 元年   | 二年   |
| ---- | ------ | ------ |
| 公元 | 1074年 | 1075年 |
| 干支 | 癸丑   | 甲寅   |

## 同期存在的其他政權年號
- 中國
  - 熙寧（1068年－1077年）：宋－宋神宗趙頊之年號
  - 咸雍（1065年－1074年）：遼－遼道宗耶律洪基之年號
  - 大康（1075年－1084年）：遼－遼道宗耶律洪基之年號
  - 天賜禮盛國慶（1069年－1074年）：西夏－夏惠宗李秉常之年號
  - 大安（1075年－1085年）：西夏－夏惠宗李秉常之年號
- 越南
  - 太寧（1072年－1076年）：李朝－李乾德之年號
- 日本
  - 延久（1069年－1074年）：後三條天皇與白河天皇之年號
  - 承保（1074年－1077年）：白河天皇之年號